# Narwal jednozębny

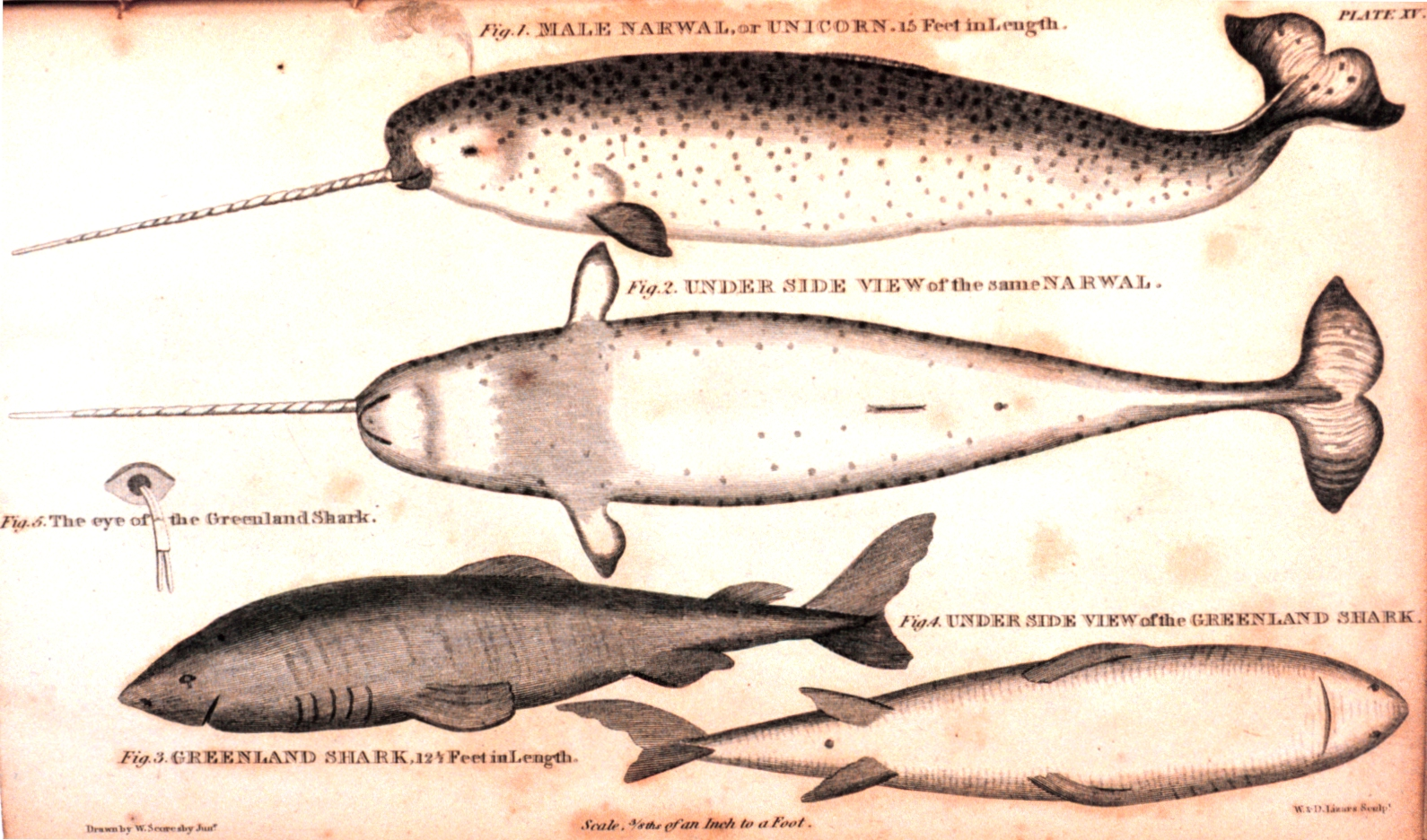
Narwal

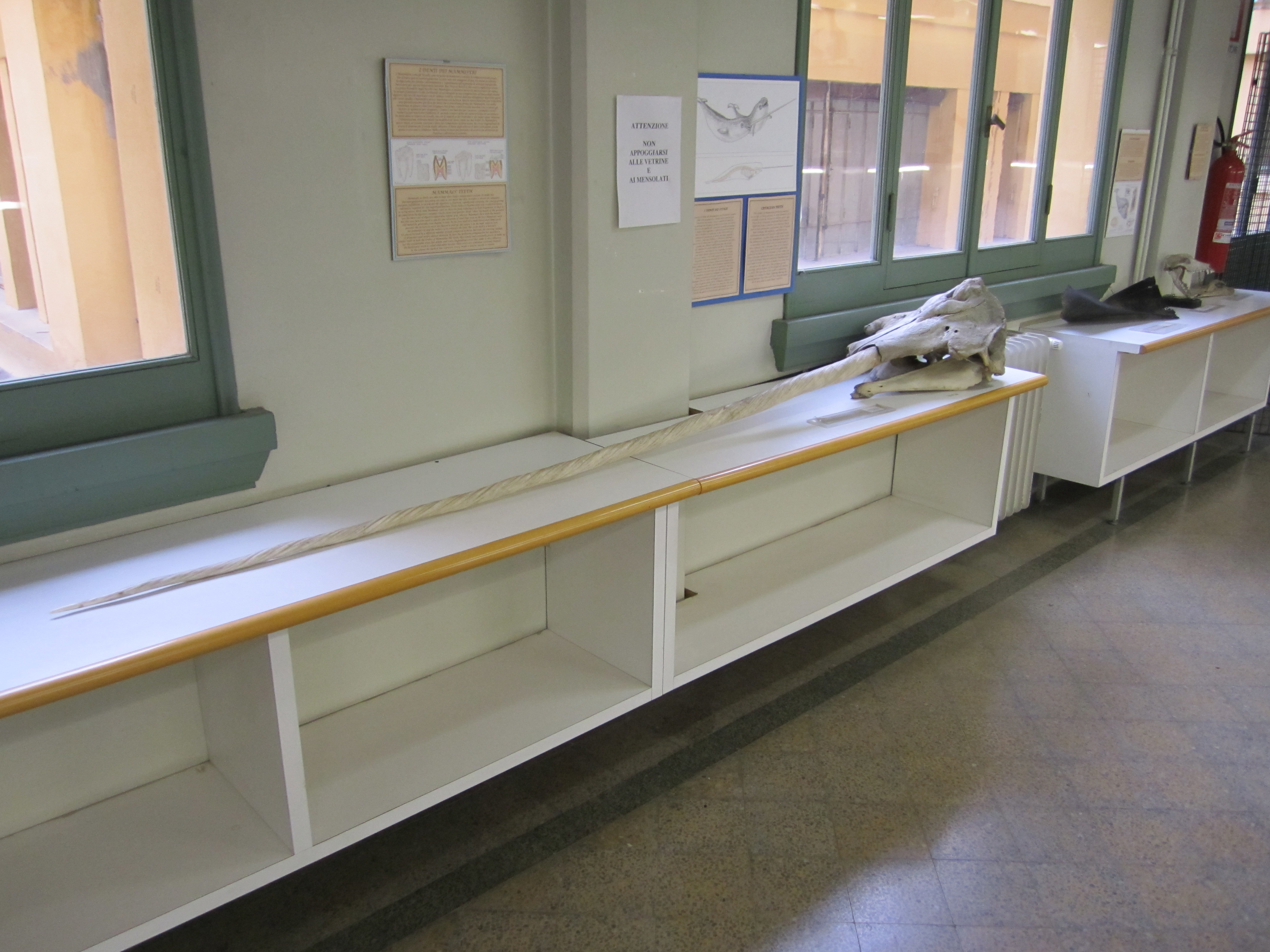
Czaszka Narwala

Narwal jednozębny, narwal (Monodon monoceros) – gatunek ssaka morskiego z rodziny narwalowatych (Monodontidae).

## Taksonomia
Rodzaj i gatunek po raz pierwszy zgodnie z zasadami nazewnictwa binominalnego opisał w 1758 roku szwedzki przyrodnik Karol Linneusz nadając im odpowiednio nazwy Monodon i Monodon monoceros. Holotyp pochodził z północnych mórz Europy i Ameryki. Linneusz swój opis oparł na pracach innych autorów oraz opowieściach wielorybników. Jedyny przedstawiciel rodzaju narwal (Monodon). 
Autorzy Illustrated Checklist of the Mammals of the World uznają ten gatunek za monotypowy. 

### Etymologia
- Monodon: gr. μυνoδους monodous, μυνoδοντος monodontos „jednozębny, o jednym zębie”, od μονος monos „pojedynczy”; οδους odous, οδοντος odontos „ząb”[32].
- Ceratodon: gr. κερας keras, κερατος keratos „róg”; οδους odous, οδοντος odontos „ząb”[33].
- Diodon: gr. δι- di- „podwójny”, od δις dis „dwukrotny”, od δυο duo „dwa”; οδους odous, οδοντος odontos „ząb”[34].
- Narwalus (Narwhal, Narwhalus, Narvallus): szw. narhval „narwal”, od isl. nāhvalr „narwal”[6].
- Oryx: gr. ορυξ orux, ορυγος orugos „antylopa o spiczastych rogach”[11].
- Tachyniches: gr. ταχυς takhus „szybki”; νικηεις nikēeis „zwycięski”[35].
- monoceros: gr. μονος monos „pojedynczy”; κερας keras, κερατος keratos „róg”[36].

## Zasięg występowania
Narwal jednozębny występuje w okołobiegunowych wodach sięgających na północ do 85° szerokości geograficznej północnej w Oceanie Arktycznym i na południe do około 60° szerokości geograficznej północnej w Zatoce Hudsona i Morzu Labradorskim; rzadko spotykany w wodach Syberii, Alaski lub zachodniej części arktycznej Kanady.

## Morfologia
Długość ciała 370–500 cm; masa ciała 700–1800 kg. Występuje dymorfizm płciowy – dorosłe samce są większe i cięższe od dorosłych samic. Noworodki osiągają długość ciała około 160 cm. Jego cechą charakterystyczną jest pojedynczy, spiralnie skręcony górny lewy kieł. Może dorastać u samców nawet do 300 cm długości. Kły samic są krótsze, bardziej proste i gładkie. Niektóre samce (średnio co pięćsetny) mają dwa kły. Przypuszczalnie funkcją kła jest rozbijanie pokrywy lodowej w celu zaczerpnięcia powietrza (narwal jak wszystkie walenie nie może oddychać pod wodą), jednakże wyniki ostatnich badań naukowych każą przypuszczać, iż o wiele istotniejsza jest funkcja sensoryczna kła – przebiega w nim bowiem ok. 10 mln włókien nerwowych umożliwiających narwalowi odczuwanie zmian temperatury, ciśnienia i stężenia różnych związków chemicznych w otaczającej go wodzie. Ułatwia to narwalom polowanie na ryby (tropienie za pomocą śladów zapachowych) i odczuwanie stopnia zasolenia akwenu, w którym się znajdują. Kieł może też przydawać się jako oręż w okresie godowym. Czasem służy do rytualnych demonstracji siły. Spośród wszystkich waleni narwal posuwa się najdalej na północ. Ich sezonowe wędrówki z północy na południe są określane granicą paku lodowego. Nierzadko spotkać je można na południe od koła polarnego.

## Ekologia
Pokarm: głowonogi, ryby (łososie, śledzie, dorsze, halibuty itp.), skorupiaki

## Status zagrożenia i ochrona
W Czerwonej księdze gatunków zagrożonych Międzynarodowej Unii Ochrony Przyrody i Jej Zasobów został zaliczony do kategorii lc (ang. least concern „najmniejszej troski”). Dla komercyjnego wielorybnictwa polowanie na małe narwale już dawno stało się nieopłacalne, dlatego silnie zredukowane pogłowie szybko się odradza. Obecnie ocenia się ich populację na ok. 80 000 osobników. Jedynie Inuici polują jeszcze na te zwierzęta.